# Брунсбек
Брунсбек (нем. Brunsbek) — община в Германии, в земле Шлезвиг-Гольштейн. 
Входит в состав района Штормарн. Подчиняется управлению Зик.  Население составляет 1640 человек (на 31 декабря 2010 года). Занимает площадь 16,06 км².
Коммуна подразделяется на 3 сельских округа.